# もういちど春
『もういちど春』（もういちどはる）は、TBS系列の「金曜ドラマ」（毎週金曜日22:00 - 22:54）の枠で、1981年（昭和56年）1月30日から同年4月24日まで放送されていたテレビドラマ。全13話。

## 概要・内容[1]
彩子は33歳の子持ちの女性。夫・雄三はエリートサラリーマンであるがだらしなく不実な一面があり、それに彩子も愛想を尽かし、度々離婚を申し出ては哀願されて折れていたのだが、雄三の愛人・リサ子が子持ちであることがわかり、しかも今でもリサ子と関係が続いていることで遂に彩子は意を決し、雄三と別れて息子・俊一を連れて家を出ることにした。しかし彩子は最初は家を出ても行くあてが無く、かつての上司の柿沼や友人たちに相談しながら身の振り方を模索、そんな時にマリ子にテレフォン・セクレタリー（電話秘書）の仕事を勧められ、その仕事に就く。そんな彩子がどう自立していくか、その姿と現実を描いた。
主演の伊東ゆかりが10年ぶりのドラマ出演となった作品。
2022年12月時点で映像ソフト化された事はないが、有料動画配信サービスのU-NEXTで全話の視聴が可能。

## キャスト[1]
- 中井彩子：伊東ゆかり
- 中井雄三：秋野太作
- 谷川亮：小野寺昭 - 彩子に近付こうとするグラフィックデザイナー
- マリ子：音無美紀子 - タウン誌編集者
- 柿沼学：柳生博 - 彩子のかつての上司で雑誌編集長
- 真紀：山本みどり
- 井川リサ子：佳那晃子 - 雄三の愛人
- 彩子の友人：松本留美
- 南条：岡本富士太
- 谷川節子：左時枝 - 谷川の妻
- 中井俊一：小林健一（子役）- 彩子の息子
- 井川百合：西谷雅恵（子役）- リサ子の娘
- 桂子：村山勝美 - 彩子のアパートの大家夫人

## スタッフ
- 制作：大山勝美
- 脚本：横光晃
- 演出：中川晴之助、井下靖央、峰岸進
- 音楽：林哲司
- プロデューサー：村上瑛二郎
- 製作著作：TBS

## 主題歌
- 「強がり」（歌：伊東ゆかり／作詞：なかにし礼、作曲：林哲司、編曲：前田憲男）

## サブタイトル
| 各話   | 放送日        | サブタイトル         | 演出       |
| ------ | ------------- | -------------------- | ---------- |
| 第1話  | 1981年1月30日 | （サブタイトル無し） | 中川晴之助 |
| 第2話  | 1981年2月6日  | （〃）               | 中川晴之助 |
| 第3話  | 1981年2月13日 | （〃）               | 井下靖央   |
| 第4話  | 1981年2月20日 | （〃）               | 峰岸進     |
| 第5話  | 1981年2月27日 | 自殺予告             | 中川晴之助 |
| 第6話  | 1981年3月6日  | とびこんだ暴力       | 井下靖央   |
| 第7話  | 1981年3月13日 | 夫婦逆転             | 峰岸進     |
| 第8話  | 1981年3月20日 | 夫の復讐             | 中川晴之助 |
| 第9話  | 1981年3月27日 | 裏切り               | 井下靖央   |
| 第10話 | 1981年4月3日  | 第二の結婚           | 峰岸進     |
| 第11話 | 1981年4月10日 | 疑惑の影             | 井下靖央   |
| 第12話 | 1981年4月17日 | 危険な曲り角         | 峰岸進     |
| 第13話 | 1981年4月24日 | それでも私は         | 中川晴之助 |